# Тејлор Шеридан
Тејлор Шеридан (енгл. Taylor Sheridan; Кранфилс Гап, 21. мај 1970) амерички је сценариста, продуцент, редитељ и глумац. Познат је по улози Денија Бојда у серији Вероника Марс (2005—2007) и Дејвида Хејла у серији Синови анархије (2008—2010).

## Приватни живот
Године 2013. оженио се глумицом и манекенком Никол Мирбрук. Касније су добили сина. Живе у Ведерфорду.

## Филмографија

### Филм
| Година | Српски назив          | Изворни назив | Редитељ | Сценариста | Продуцент | Напомене |
| ------ | --------------------- | ------------- | ------- | ---------- | --------- | --- |
| 2011.  | Подло                 |               | Да      | Не         | Не        | |
| 2015.  | Сикарио               |               | Не      | Да         | Не        | номинација — награда Удружења сценариста Америке за најбољи оригинални сценарио |
| 2016.  | По цену живота        |               | Не      | Да         | Не        | номинација — Оскар за најбољи оригинални сценарио номинација — награда БАФТА за најбољи оригинални сценарио номинација — Филмска награда по избору критичара за најбољи сценарио номинација — награда Златни глобус за најбољи сценарио номинација — награда Спирит за најбољи сценарио номинација — награда Готам за најбољи сценарио номинација — награда Сатурн за најбољи сценарио номинација — награда Удружења сценариста Америке за најбољи оригинални сценарио |
| 2017.  | Ветровита река        |               | Да      | Да         | Не        | номинација — награда Удружења режисера Америке за најбољу режију |
| 2018.  | Сикарио 2: Ратник     |               | Не      | Да         | Не        | |
| 2021.  | Без кајања            |               | Не      | Да         | Не        | |
| 2021.  | Они који ми желе смрт |               | Да      | Да         | Да        | |

### Телевизија
| Година     | Српски назив             | Изворни назив | Редитељ | Сценариста | Продуцент | Аутор | Шоуранер | Напомена |
| ---------- | ------------------------ | ------------- | ------- | ---------- | --------- | ----- | -------- | -------- |
| 2018—данас | Јелоустоун               |               | Да      | Да         | Да        | Да    | Да       |          |
| 2019—данас | Последњи каубој          |               | Не      | Не         | Да        | Да    | Не       |          |
| 2021—данас | Градоначелник Кингстауна |               | Да      | Да         | Да        | Да    | Да       |          |
| 2021—2022. | 1883                     | 1883          | Да      | Да         | Да        | Да    | Да       |          |
| 2022—данас | Краљ Талсе               |               | Не      | Да         | Да        | Да    | Не       |          |
| 2022.      | 1923                     | 1923          | Не      | Да         | Да        | Да    | Да       |          |

### Улоге
| Година     | Српски назив                         | Изворни назив | Улога                   | Напомене    |
| ---------- | ------------------------------------ | ------------- | ----------------------- | ----------- |
| 1995.      | Вокер, тексашки ренџер               |               | Вернон                  | 1 епизода   |
| 1996.      | Скупа превара                        |               | Крис                    | ТВ филм     |
| 1997.      | Др Квин, лекарка                     |               | каплар Винтерс          | 1 епизода   |
| 1999.      | За истим столом                      |               | дечко                   | 1 епизода   |
| 2000.      | Најузбудљивији догађај у твом животу |               | Конор                   | 1 епизода   |
| 2001.      | ВИП                                  |               | Дејв                    | 1 епизода   |
| 2002.      | Јака медицина                        |               | Такер                   | 1 епизода   |
| 2003.      | Чувар                                |               | Тим Доханик             | 1 епизода   |
| 2003.      | 10-8: Дежурни официри                |               | пуцач                   | 1 епизода   |
| 2003.      | Бела грозница                        |               | Таг / Даглас            |             |
| 2004.      | Звездане стазе: Ентерпрајз           |               | Џареб                   | 1 епизода   |
| 2004.      | Њујоршки плавци                      |               | Тим Луис                | 1 епизода   |
| 2005.      | Место злочина: Њујорк                |               | Џоел Бенкс              | 1 епизода   |
| 2005.      | Место злочина: Лас Вегас             |               | Еван Питерс             | 1 епизода   |
| 2005—2007. | Вероника Марс                        |               | Дени Бојд               | 5 епизода   |
| 2008—2010. | Синови анархије                      |               | Дејвид Хејл             | 21 епизода  |
| 2011.      | Морнарички истражитељи: Лос Анђелес  |               | морички капетан Џенингс | 1 епизода   |
| 2016.      | По цену живота                       |               | каубој                  | камео улога |
| 2018.      | 12 храбрих                           |               | Брајан                  |             |
| 2018—2021. | Јелоустоун                           |               | Травис Витли            | 7 епизода   |
| 2022.      | 1883                                 | 1883          | Чарлс Гуднајт           | 2 епизоде   |